# ROENTGEN
『ROENTGEN』（レントゲン）は、日本のロックバンド・L'Arc〜en〜Cielのボーカリストで、シンガーソングライターであるHYDEの1作目のアルバム。2002年3月27日発売。発売元はKi/oon Records内に設立した自身の主宰レーベル、HAUNTED RECORDS。
本作の収録曲を全て英語詞に変更した『ROENTGEN english version』が2002年7月4日に日本国外のアジア圏で、前記の全英語詞盤の日本盤となる『ROENTGEN.english』が2004年10月14日に、ROENTGEN関連作品をまとめたコンプリートボックス『HYDE COMPLETE BOX 2001-2003』が2022年1月29日に発売されている。これら3作品についても併せて解説する。

## 解説
ロックバンド・L'Arc〜en〜Cielのボーカリスト、hydeがソロ名義で発表した初のアルバム作品。
本作には、2001年に発表されたソロデビューシングル「evergreen」の表題曲と、シングル「Angel's tale」「SHALLOW SLEEP」2作の表題曲を含めた10曲が収められている。なお、本作のマスタリングは、アンダーワールドやU2、ポール・マッカートニーの作品を手掛けたケヴィン・メトカーフ（the Soundmasters）が担当している。
余談だが、シングル3作品のカップリングに収められていた表題曲のリアレンジバージョン「english ensemble」は、2002年7月には日本以外のアジア各国で発売されたアルバム『ROENTGEN english version』と、2004年10月に日本で発売されたアルバム『ROENTGEN.english』に収録されている。そして前記のリアレンジバージョンの日本語詞版となる「japanese ensemble」は、2022年1月に発売された『HYDE COMPLETE BOX 2001-2003』に初収録された。

### 背景
HYDEが在籍するロックバンド、L'Arc〜en〜Cielは2001年の半ばあたりから、各メンバーがソロ名義での活動を開始するようになった。メンバーの中でも特にHYDEは、その当時ソロ活動に対するモチベーションが高まっていたようで、ソロ活動を始めた経緯について「バンド以外の方法、自分だけで最初から最後まで作る方法を、僕は試したことがなかったんですね。もともと自分だけのものを作るっていうのは好きで、家具（のデザイン）とかもそうなんですけど……ま、そういうような感じで。昔は絵を描いたりするのも好きだったんですけど、いまは専門が音楽になってるじゃないですか。だから、音楽でも同じように自分だけのものを作ってみたいという欲求があって」「バンドには初期衝動のままで作り上げたいっていう時もあるし、それも間違いじゃない。四人の様々な考えがあって、その時々の一番ベストな選択をしてきたと思います。でも、今回のソロは俺だけのもので、こういうふうに時間をかけて、こういうふうに仕上げていこうっていうのが、もう頭の中で完成されていたから」と述べている。また、HYDEは2012年に発表した自叙伝の中で「自分の感性を、L'Arc〜en〜Cielじゃない所で発揮したいという欲求が芽生えてきたんだよね。必ずしもバンドマジックを求めてる訳ではなくて、むしろ自分の芸術を総合した物を作ってみたくなったんだ」「お金がなくても、小さくてもいいから、自分の部屋が欲しいっていう時期が来たんだ」と当時の心境を綴っている。
今回HYDEは、ハードロックに傾倒する前に好んで聴いていたデヴィッド・シルヴィアンやスティングなどを意識し、ソフトロックに寄った音源を発表することにしている。余談だが、HYDEは2002年に受けた音楽雑誌『ROCKIN'ON JAPAN』のインタビューの中で、こういった方向性でソロワークスを行うことを「5年前ぐらい前から考えてた」と明かしている。
なお、HYDEはソロ活動を始めるにあたり、Ki/oon Records内に自身の主宰レーベル『HAUNTED RECORDS（読み：ホーンテッド レコーズ）』を立ち上げている。ちなみに、"HAUNTED"は「幽霊が出没する場所」を意味しており、HYDEのホラー好きが表れたレーベル名が付けられている。また、HYDEはレーベル設立にあたり、"H"の形にあしらったコウモリのロゴマークを制作している。
このように本作は、HYDEが長年制作を望んでいたこともあり、自身の嗜好をふんだんに盛り込んだ作品として仕上げられている。また、ミュージック・ビデオに関してもHYDEのこだわりや嗜好が反映されており、それぞれの楽曲に対して作られたビデオはストーリーが繋がる内容となっている。ちなみに今回HYDEは、映像の絵コンテを自身の手で制作している。なお、ミュージック・ビデオを集めたクリップ集『ROENTGEN STORIES』が2004年に発表されている。また、2021年には『ROENTGEN STORIES EHON PAMPHLET』として絵本化されており、コンサート会場およびグッズサイト限定で販売されている。

### 録音作業と音楽性

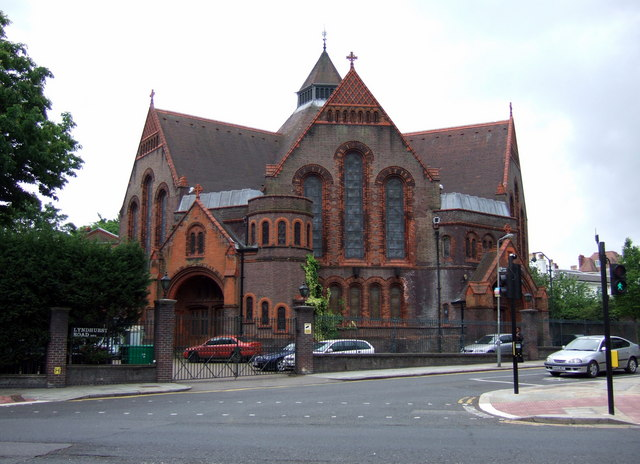
レコーディングが行われたイギリス・ロンドンにあるエアー・スタジオ

『ROENTGEN』の録音作業は、イギリス・ロンドンにあるエアー・スタジオで行われている。なお、デモ制作はHYDEが作った原型を基に、L'Arc〜en〜Cielの楽曲制作にも参加していたマニピュレーターの斎藤仁と2人で行っており、基本的に日本にて実施されている。また、L'Arc〜en〜Cielとしてアルバム『True』を発表した1996年あたりからソロワークスの構想があったため、HYDE曰く「（「evergreen」はシングルリリースの）二年前にはもうベーシックなデモ段階であった」という。ただ、HYDEは「結局アルバムで採用したのは「evergreen」とあと1曲ぐらいかな。それ以外は、新しく作った曲ばかり」と述べている。こうして長らく本格的なレコーディングが待たれていた音源に加え、新たに制作された楽曲がこのアルバムに収められることとなった。
本作の音楽性は、1980年代の英国ニュー・ウェイヴやソフトロック、ジャズを意識し、弦楽器や管楽器を効果的にフィーチャーしたアンビエント色の強いムーディな＜静＞の世界観が繰り広げられたものになっている。HYDEは本作発売当時に受けた音楽雑誌のインタビューの中で、今回作りたかったアルバムのイメージについて「声とか世界観が、近くに感じられるような。それで、んー、なんだろう…ちょっと映画音楽っぽい感じかなあ、思い描いてたのは。それでいて、わりとコンパクトにまとまっているという」「自分がやってることは、時代性とかから考えれば、決してかっこいいものとは限らないと思うんですよ。かっこいいと思ってくれればラッキーですけど、普通にしているほうが今の時代はかっこいいんじゃないかと思いますけどね。ただ、僕らが聴いてきたもの ――ニューウェイヴに影響されたってところもあるので、時代が求めているからといって、それに沿うことができない、したくないんですね。時代性を全く考えないとは言わないですけど、"わかっちゃいるけど"って感じで」と述べている。また、L'Arc〜en〜Cielで志向してきた音楽性と異なる方向にもアプローチした理由について、HYDEは「もともと僕はハードロックだけではなく、アンビエントやジャズなどロック以外のいろんな音楽を聴いていて。L'Arc〜en〜Cielではロックをやっていましたが、いわゆる聴覚上激しい音じゃないアルバムを1枚作りたいなと思っていたんです」「L'Arc〜en〜Cielの場合、1曲くらいであれば激しくない曲もできるけど、アルバム1枚丸ごととなると難しい。メンバー全員の意見を取り入れる必要があるから、1つの音楽性をテーマにしたコンセプトアルバムを作れるバンドではないんです。でも僕は、最初から最後まで家でゆったり聴けるコンセプトのアルバム……例えばデヴィッド・シルヴィアンやスティーナ・ノルデンスタム、スザンヌ・ヴェガ、スティングといった、当時僕が好きだったアーティストの影響を1つの形にしたかった」「精神的なロックを目指していて、デカい音のディストーションが鳴るロックだけがすべてじゃない。僕が目指しているロックの結果がこれ」と述べている。他にも、HYDEは制作当時の頃にビョークの作品、特にアルバム『セルマソングス』をよく聴いていたことを明かしている。こうしてHYDEは、バンドとして活動していた時期から通じ、初めて自身の中にあるハードなサウンドでない嗜好に焦点を絞ったコンセプト・アルバムを制作するに至っている。
こういった方向性でアルバム制作が行われたのは、HYDEが学生時代からデヴィッド・シルヴィアンを愛聴していたことが背景にある。HYDEはデヴィッド・シルヴィアンから受けた影響について「当時は、ニューウェイヴの煌びやかな部分が印象的で、あのダークな部分には気付いてなかったんですね。僕はデヴィッド・シルヴィアンが大好きで、当時"オトナの曲"っていうイメージがあったんですよ。その曲をかけながらドライヴしてると、小さい車に乗ってても高級車に乗ってるような気分になって（笑）。僕は好きだったんだけど、友達とか乗せたときに"コワ〜イ"とか"オバケの曲？"とか言われて、すごくショックで」「すべてが美意識の塊みたいで。当時の僕にとってデカダンスの始まりでした」と述べている。こうして本作は、ポップとアンダーグラウンドなものが入り混じったアルバムに仕上げられることとなった。HYDEはこのアルバムに流れるポップさについて「ポップにしなければいけない、みたいなことは全然なかったですけど。自分的には、何年後かに聴いてもいいアルバムっていうのにしたかったんですね。今、このときの感情だけで終わってしまう感じではないアルバムっていうか。そういうことは考えていて。そうすると、僕の場合はどうも、それが"ポップ"ってことみたいで。曲の完成度を高めていくと、自然とポップになっていきましたね」と述べている。
なお、今回のレコーディングには、イギリスの音楽プロデューサーチームであるストック・エイトキン・ウォーターマンが主宰する音楽レーベル、PWLに在籍していたイアン・カーナウと、デイヴ・フォードが共同編曲者として参加している。また、HYDEの強い要望により、デヴィッド・シルヴィアンのアルバム『ブリリアント・トゥリーズ』の制作に参加していたフィル・パーマーがギターで参加している。さらに、フリーダやテレンス・トレント・ダービーのアルバム制作に参加していたピート・グレニスターがギターで参加していたり、オーケストラアレンジャーでピップ・ウィリアムズ、コントラバスでクリス・ローレンス、トランペットでデレク・ワトキンス、ハープでスカイラ・カンガ、サクソフォーンでフィル・トッドが招聘されている。他にも様々なミュージシャンがロンドンでのレコーディングに参加している。なお、作詞作業はHYDEと訳詞家のリン・ホブデイがディスカッションしながら進められており、英語詞中心でリリックが綴られている。HYDEは今回のアルバム制作にフィル・パーマーを招いた理由について「（デヴィッド・シルヴィアンのアルバムで）2曲ぐらいアコギを弾いてるんですけど、すごい印象に残ってて。"この人、弾いてくんないかなあ"ってずっと思ったんです」と述べている。なお、HYDEは様々なミュージシャンを招聘したロンドンレコーディングを振り返り「"一緒に作っていこう"っていうスタンスだったんで。やりやすかったです」「オーケストラと録ってるときなんかも、僕がいる必要がないセッションでもブースの中に入らしてもらったりして。オッサンたちが一生懸命"♪ガッガッガッ〜"って弾いているのと、同じ空間にいさせてもらって。そういうことが、ものすごく楽しかった。音楽が新鮮だった、というか。彼らは音楽を、全部オーケストラで会話してるんだなぁって感じて。その感じ、ちょっと羨ましかった。すごく音楽に対して純粋にみえたんですね」と述べている。
また、今回HYDEは低いトーンとウィスパーボイスを多用したアプローチをとっている。HYDEはこのアルバムにおける自身の歌唱について「声はウィスパーで、低い声。アルバムトータルで流れのある、全部で1曲みたいなものにしようと思った。最初は静かに始まって、後半デカくなって最後にまた静かに終わるっていう。映画音楽とかクラシックの流れに近いと思うけど。だいたいがそういう流れになってる」「（ローヴォイスのイメージは）そういう女の人のアーティストをよく聴いてたからかな。スザンヌ・ヴェガとか。そういうのを自分でやってみたいなと思ったのも（ソロをやる）きっかけになってる。単純に、俺がやったらどうなるのかな？って」と述べている。
HYDEは本作の制作を終えた後に受けたNHK総合テレビのインタビューの中で「この時期に出せないとこの先の自分の感性がどうなっているかっていう自信がないし、今のうちにこのアルバムを作れて凄いラッキーだった」と語っている。また、HYDEは長年バンドとして楽曲制作を行ってきたが、今回ひとりで作品のプロデュースを行ったことで様々なことに気付けたと述べている。HYDEは2002年に受けた音楽雑誌『R&R NewsMaker』のインタビューの中で「（ソロとバンドにおける楽曲制作の苦労の違いは）自分一人で煮詰まらなきゃいけないところ。今までだと"ここどうにかならない、kenちゃん（注：L'Arc〜en〜Cielのギタリスト）"って言えるところもないし。自分でいいかわかんない時とか"これで果たしていいのかな"って。自分が作り上げたものをジャッジする人が自分しかいない。何もかも全て、自分で決めなきゃいけない」と語っており、今回の制作は「勉強になった部分」が多かったと述懐している。
このように本作の制作は、HYDEの今後にとって非常に大きい経験だったことがうかがえる。HYDEは、本作発売から約10年後の2012年に発表した自叙伝の中で、アルバム制作を振り返り「『ROENTGEN』を作る事によって、自分のポップセンスがグイッと磨かれた気がする。あれがなければ、多分、その成長はなかったんじゃないかなと思えるくらい」「それまでは作曲っていっても、ギターを弾いてメロディを歌って、バンドに持っていって、みんなで合わせてっていう流れだったから、アレンジはバンドに頼る部分が多かったんだろうな。それが『ROENTGEN』では、デモを作って、さらにそれをどんどん自分でアレンジしていくっていうやり方を始めたんだ」と述懐しており、このアルバムを制作したことがきっかけとなって自身の作曲法が変化したことを示唆している。また、2021年に受けたインタビューでは「僕が小さな部屋でたったひとりで作った曲を、オーケストラの人たちが真剣に演奏してくれて。"贅沢だなぁ"って、感動しましたね。"僕なんかのために"とも思いながら…自分自身にはまだあまり音楽的知識もないのに音楽的なことをやろうとしていて、ちょっと天狗になっていたというか、今から思うと恥ずかしいヤツだなと我ながら思うけれど（笑）。でも、今聴いてもまとまっているアルバムだなぁと。一生懸命作ったものというのは、状況はどうであれ、いい作品になるんだなって思っています」と述べている。
なお、HYDEがこのアルバムを「家で聴いて楽しめる音楽」として完成させたかったこともあり、発売年の2002年はプロモーション企画で数本の単発コンサートを行うに留まっていた。そのため、HYDEの中に「ライヴができる様なアルバムを作って、（リスナーの）みんなに会いに行きたい」という気持ちが徐々に芽生えるようになっていった。そしてHYDEは、2003年にアルバム制作を主体とした＜静＞の活動から、ライヴ活動をメインに据えた激しいロックサウンドを追求する＜動＞の活動スタイルに方針を180度転換することにしている。こういった経緯があり、本作発売後に漠然と考えていた"『ROENTGEN』の第二弾"の制作は棚上げとなっている。余談だが、L'Arc〜en〜Cielが2005年に発表したアルバム『AWAKE』に収録された「My Dear」「Ophelia」（いずれも作詞・作曲はhyde）は本作を制作していた頃にデモが作られており、当初『ROENTGEN』の第二弾に収録する想定でいた楽曲だったという。
前記のように、アルバム発売から長らくアルバムタイトルを冠したコンサートツアーが開催されていなかったが、ソロ活動10周年を迎えた2011年に「10TH ANNIVERSARY PREMIUM LIVE -ROENTGEN NIGHT-」と題したライヴが行われており、2010年代以降は＜静＞をテーマとした公演が定期的に行われるようになっている。2014年から毎年冬に開催されているアコースティックライヴイベント「黒ミサ」や、ソロ活動20周年の2021年に行ったコンサートツアー「20th Orchestra Tour HYDE ROENTGEN 2021」などでも本作の収録曲が演奏されている。

### アルバムタイトル、アートワーク
アルバムを制作していた段階でHYDEは「内面風景をタイトルにしたい」と何となく思っていたという。ただ、HYDEは「すべて出そろってから答えは出るものだ」と考えていたため、ジャケットに使うレントゲンを撮影する前の時点ではタイトルを決めていなかった。そして、HYDEは撮影の際に、レントゲンが＜人の心を映す＞というコンセプトに合うかもしれないと感じ、タイトルを『ROENTGEN』にすることを決めている。
HYDEはタイトルを決めた経緯を振り返り「アルバムのデザインの関係でレントゲンの撮影に行ってたんですけど、そのときに"コレだ！"と思って。もともと、内面風景をタイトルにしたいと思ってたから」「ほかのタイトルも考えたけど、結局『ROENTGEN』を超えるものはなかった」「自分のカラダの中にある風景をカタチにしていったようなアルバムということで、最終的に"レントゲン"っていう言葉にピンときて。ま、ちょっと大胆すぎるかなとも思ったけど、それぐらいがちょうどいいのかなと。自分の内面…いわば"脳内風景"というか、それが映し出されちゃってるわけだから」と述べている。

### リリース形態

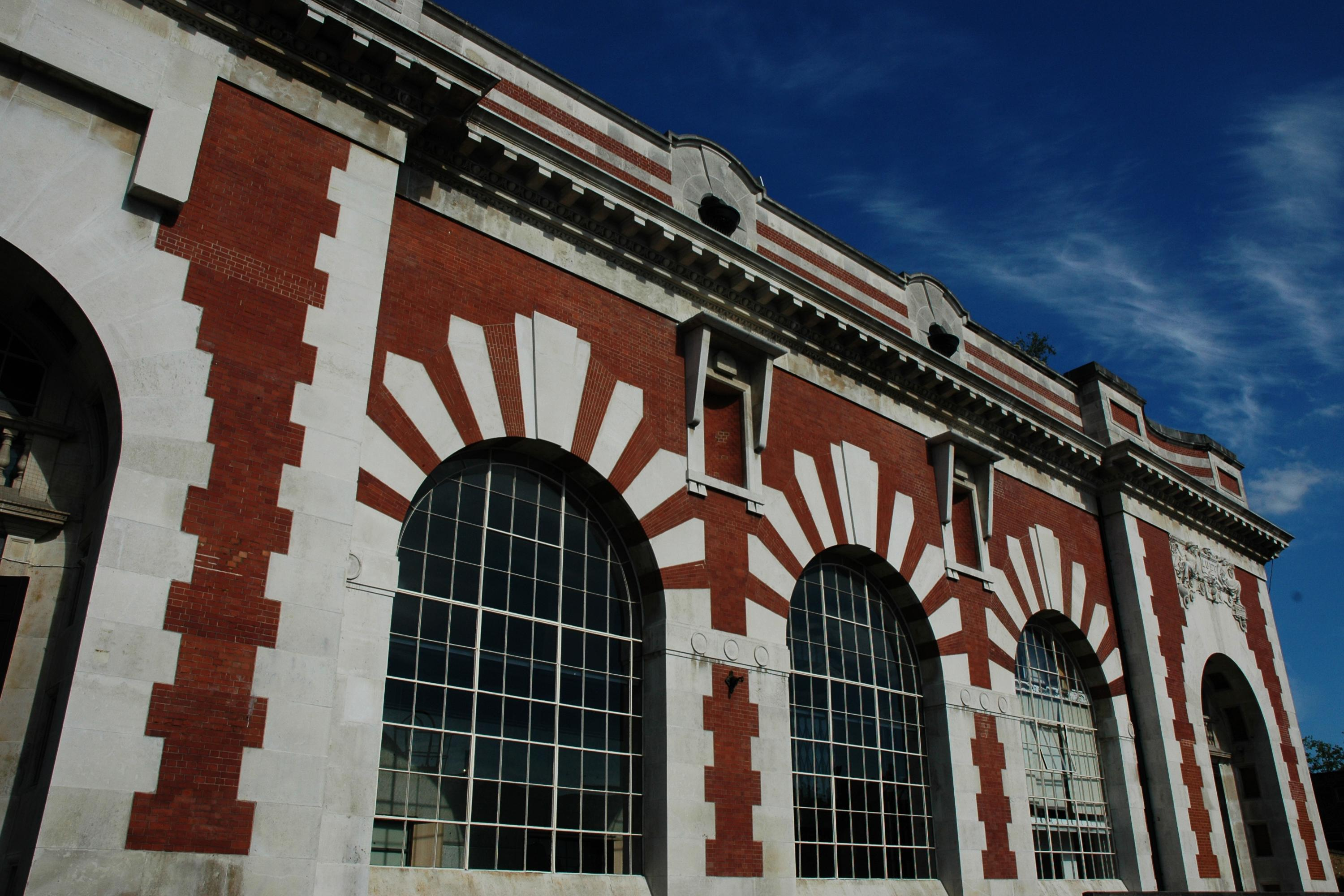
『HYDE COMPLETE BOX 2001-2003』のリマスタリングが行われたイギリス・ロンドンにあるメトロポリス・スタジオ

フィジカルは、初回生産限定盤（CD）と通常盤（CD）の2形態で発売されている。初回限定盤はジャケットが牛革仕様となっており、HYDEの頭文字"h"を模したハート型のオブジェがデザインされている。また、初回盤のブックレットにはHYDEの頭蓋骨のレントゲン写真が使われており、歌詞カードの裏にはHYDEの自宅にあったというコウモリの標本のレントゲン写真、CDの表面部には、HYDE自身の手のレントゲン写真が採用されている。なお、通常盤のジャケットには、頭文字"h"を模したハート型のオブジェと、HYDEの頭蓋骨のレントゲン写真が使われている。
本作発売から約4ヶ月後の2002年7月4日には、収録曲の歌詞をすべて英語詞に変更したアルバム『ROENTGEN english version』が日本を除くアジア諸国で発表されている。なお、『ROENTGEN english version』は、HYDEがアコースティック・ギターを抱えている姿が映されたジャケットが採用されている。
また、本作発売から約2年8ヶ月後の2004年10月14日に、前記の全英語詞盤と同一の内容で、アルバム『ROENTGEN.english』が日本でリリースされている。なお、『ROENTGEN.english』は初回生産限定盤（CD＋DVD）と通常盤（CD）の2形態で発売されており、初回盤に付属するDVDには収録曲「THE CAPE OF STORMS」のミュージック・ビデオが収録されている。ちなみに『ROENTGEN.english』のジャケットデザインは、2002年発売のアルバム『ROENTGEN』の通常盤と背景色が異なるものの、ほぼ同じ仕様になっている。余談だが、『ROENTGEN.english』は発売当初CCCDで販売されていたが、2005年7月27日にCD-DAで再販されている。
そして本作発売から約20年後となる2022年1月29日には、『ROENTGEN』に関連する音源・映像作品をまとめたコンプリートボックス『HYDE COMPLETE BOX 2001-2003』が発売されている。この作品には『ROENTGEN』『ROENTGEN.english』のBlu-spec CD2盤に加え、2004年11月に発表された映像作品『ROENTGEN STORIES』のBlu-ray版と、ロンドンでのレコーディングの模様を収めた未発表ドキュメンタリー作品『2001 LONDON RECORDING MOVIE』の4枚のディスクが梱包されている。なお、ボックスのデザインは「evergreen」「Angel's tale」「SHALLOW SLEEP」のシングル3作品をセルフオマージュし、棺桶型仕様になっている。さらに、CDの2作品に関しては、エイミー・ワインハウスやエド・シーラン、アヴィーチーなどの作品を手掛けたスチュアート・ホークス（Metropolis Mastering）によるリマスタリングが施されている。

## 評価

### 批評
- 音楽ライターの久保田泰平は『bounce』においてHYDEへのインタビューを通じて、「＜ニューウェイヴ世代＞が作り上げた『ROENTGEN』は、メロディー感にこそラルクでの印象を窺えたりできるものの、アコースティック楽器主体に鳴り響くサウンドの手触りは、かなり新鮮[1]」と本作を評している。また、バンドに在籍していた頃のHYDEと比較し「＜白と黒＝二面性＞というキャッチフレーズがあって、そこにもっといろんな色が入ってきて、そして＜虹＞になった―と、ちょっと知られたラルク語録のひとつを持ち出して言うのであれば、本作は"小さな声で歌う感じ…小さな声で小さなサウンド、っていうことを考えてましたね（hyde談）"ということもあり、L'Arc〜en〜Cielに内包されていた＜白＞の部分を、より強調させた印象を受ける。そこにはなにか優しい感じとでもいうか…とはいえ、その＜優しさ＞に身を任せていると、時折ゾクッと鳥肌の立つような感覚が。例えがヘンかも知れないが、クラシック音楽をフィーチャーしたオカルト映画のサウンドトラックのよう[1]」とコメントしている。- タワーレコード『bounce vol.230』（2002年3月25日発行号）
- 音楽評論家の遠藤利明は『ROCKIN'ON JAPAN』のレビューにて、「ストリングスやホーン、アコギなどを中心に綴られた静かなソロ・アルバム。デヴィッド・シルヴィアン（元ジャパン）などに通じる音楽性も聴き取れる。壮大な曲調が少なくないが、hydeのヴォーカルはラルクの時みたいに外の世界に噛みつこうとはしない。自分自身の輪郭を確かめるように、慎重に声を発しているので、プライヴェートな印象を残す[21]」と評している。また、遠藤は「自身の輪郭をなぞることで、自分がいかに肉体や現実を信じていないかを確かめ直している風情だ。そして、彼の歌は、今ここを信じきれない私たちを誘う。hydeの人気は、不信を抱えた者同士の共感なのだと思う[21]」と綴っている。- ロッキング・オン『ROCKIN'ON JAPAN』（2002年4月号）

### チャート成績
- 本作発売初週となる2002年4月8日付のオリコン週間アルバムチャートにおいて、週間5位を獲得している。また、2004年に発売した全英語詞版のアルバム『ROENTGEN.english』でも初登場で週間5位を獲得している。
- 本作発売から約20年後に発売したコンプリートボックス『HYDE COMPLETE BOX 2001-2003』は、2021年2月7日付のオリコン週間アルバムチャートにおいて、週間7位を獲得している。また、Billboard JAPANチャートでは、「Hot Albums」で11位、CDアルバムセールスを示す「Top Albums Sales」で7位を獲得している。

## 収録曲

### ROENTGEN
| 全作詞・作曲: HYDE。 |                        |      |            |                       |      |
| #                    | タイトル               | 作詞 | 作曲・編曲 | 編曲                  | 時間 |
| 1.                   | 「UNEXPECTED」         | HYDE | HYDE       | Ian Curnow, Dave Ford | 3:49 |
| 2.                   | 「WHITE SONG」         | HYDE | HYDE       | Ian Curnow, Dave Ford | 5:15 |
| 3.                   | 「EVERGREEN」          | HYDE | HYDE       | Ian Curnow, Dave Ford | 4:58 |
| 4.                   | 「OASIS」              | HYDE | HYDE       | Ian Curnow, Dave Ford | 4:36 |
| 5.                   | 「A DROP OF COLOUR」   | HYDE | HYDE       | Ian Curnow, Dave Ford | 4:33 |
| 6.                   | 「SHALLOW SLEEP」      | HYDE | HYDE       | Ian Curnow, Dave Ford | 4:49 |
| 7.                   | 「NEW DAYS DAWN」      | HYDE | HYDE       | Ian Curnow, Dave Ford | 5:09 |
| 8.                   | 「ANGEL'S TALE」       | HYDE | HYDE       | Ian Curnow, Dave Ford | 4:59 |
| 9.                   | 「THE CAPE OF STORMS」 | HYDE | HYDE       | Ian Curnow, Dave Ford | 5:42 |
| 10.                  | 「SECRET LETTERS」     | HYDE | HYDE       | Ian Curnow, Dave Ford | 4:40 |

### ROENTGEN english version
（※）2002年7月4日に発売された『ROENTGEN』収録曲を全て英語詞にしたバージョン。日本を除くアジア諸国でリリース
（※）ボーナストラックとして、2001年・2002年発売のシングル3作品のカップリングに収められていた各表題曲のリアレンジバージョンを収録
| 全作詞・作曲: HYDE。 |                                                                                   |      |            |                       |      |
| #                    | タイトル                                                                          | 作詞 | 作曲・編曲 | 編曲                  | 時間 |
| 1.                   | 「UNEXPECTED」                                                                    | HYDE | HYDE       | Ian Curnow, Dave Ford | 3:49 |
| 2.                   | 「WHITE SONG」                                                                    | HYDE | HYDE       | Ian Curnow, Dave Ford | 5:15 |
| 3.                   | 「EVERGREEN」                                                                     | HYDE | HYDE       | Ian Curnow, Dave Ford | 4:58 |
| 4.                   | 「OASIS」                                                                         | HYDE | HYDE       | Ian Curnow, Dave Ford | 4:36 |
| 5.                   | 「A DROP OF COLOUR」                                                              | HYDE | HYDE       | Ian Curnow, Dave Ford | 4:33 |
| 6.                   | 「SHALLOW SLEEP」                                                                 | HYDE | HYDE       | Ian Curnow, Dave Ford | 4:49 |
| 7.                   | 「NEW DAYS DAWN」                                                                 | HYDE | HYDE       | Ian Curnow, Dave Ford | 5:09 |
| 8.                   | 「ANGEL'S TALE」                                                                  | HYDE | HYDE       | Ian Curnow, Dave Ford | 4:59 |
| 9.                   | 「THE CAPE OF STORMS」                                                            | HYDE | HYDE       | Ian Curnow, Dave Ford | 5:42 |
| 10.                  | 「SECRET LETTERS」                                                                | HYDE | HYDE       | Ian Curnow, Dave Ford | 4:42 |
| 11.                  | 「EVERGREEN (english ensemble)」(1stSg.表題曲「evergreen」のリアレンジ版)         | HYDE | HYDE       | Ian Curnow, Dave Ford | 5:17 |
| 12.                  | 「ANGEL'S TALE (english ensemble)」(2ndSg.表題曲「Angel's tale」のリアレンジ版)   | HYDE | HYDE       | Ian Curnow, Dave Ford | 5:25 |
| 13.                  | 「SHALLOW SLEEP (english ensemble)」(3rdSg.表題曲「SHALLOW SLEEP」のリアレンジ版) | HYDE | HYDE       | Ian Curnow, Dave Ford | 4:32 |

### ROENTGEN.english
（※）2004年10月14日に発売された『ROENTGEN english version』の日本盤
| 全作詞・作曲: HYDE。 |                                                                                   |      |            |                       |      |
| #                    | タイトル                                                                          | 作詞 | 作曲・編曲 | 編曲                  | 時間 |
| 1.                   | 「UNEXPECTED」                                                                    | HYDE | HYDE       | Ian Curnow, Dave Ford | 3:49 |
| 2.                   | 「WHITE SONG」                                                                    | HYDE | HYDE       | Ian Curnow, Dave Ford | 5:15 |
| 3.                   | 「EVERGREEN」                                                                     | HYDE | HYDE       | Ian Curnow, Dave Ford | 4:58 |
| 4.                   | 「OASIS」                                                                         | HYDE | HYDE       | Ian Curnow, Dave Ford | 4:36 |
| 5.                   | 「A DROP OF COLOUR」                                                              | HYDE | HYDE       | Ian Curnow, Dave Ford | 4:33 |
| 6.                   | 「SHALLOW SLEEP」                                                                 | HYDE | HYDE       | Ian Curnow, Dave Ford | 4:49 |
| 7.                   | 「NEW DAYS DAWN」                                                                 | HYDE | HYDE       | Ian Curnow, Dave Ford | 5:09 |
| 8.                   | 「ANGEL'S TALE」                                                                  | HYDE | HYDE       | Ian Curnow, Dave Ford | 4:59 |
| 9.                   | 「THE CAPE OF STORMS」                                                            | HYDE | HYDE       | Ian Curnow, Dave Ford | 5:42 |
| 10.                  | 「SECRET LETTERS」                                                                | HYDE | HYDE       | Ian Curnow, Dave Ford | 4:42 |
| 11.                  | 「EVERGREEN (english ensemble)」(1stSg.表題曲「evergreen」のリアレンジ版)         | HYDE | HYDE       | Ian Curnow, Dave Ford | 5:17 |
| 12.                  | 「ANGEL'S TALE (english ensemble)」(2ndSg.表題曲「Angel's tale」のリアレンジ版)   | HYDE | HYDE       | Ian Curnow, Dave Ford | 5:25 |
| 13.                  | 「SHALLOW SLEEP (english ensemble)」(3rdSg.表題曲「SHALLOW SLEEP」のリアレンジ版) | HYDE | HYDE       | Ian Curnow, Dave Ford | 4:32 |

### ROENTGEN Remastered Edition
（※）2022年1月29日に発売された『ROENTGEN』のリマスタリング版
（※）ボーナストラックとして、2001年・2002年発売のシングル3作品のカップリングに収められていた各表題曲のリアレンジバージョンの日本語詞版を初収録
（※）フィジカルは、コンプリートボックス『HYDE COMPLETE BOX 2001-2003』にBlu-spec CD2で収録
| 全作詞・作曲: HYDE。 | |      |            |                       |      |
| #                    | タイトル | 作詞 | 作曲・編曲 | 編曲                  | 時間 |
| 1.                   | 「UNEXPECTED (Remastered Edition 2022)」                                                                     | HYDE | HYDE       | Ian Curnow, Dave Ford | 3:49 |
| 2.                   | 「WHITE SONG (Remastered Edition 2022)」                                                                     | HYDE | HYDE       | Ian Curnow, Dave Ford | 5:15 |
| 3.                   | 「EVERGREEN (Remastered Edition 2022)」                                                                      | HYDE | HYDE       | Ian Curnow, Dave Ford | 4:58 |
| 4.                   | 「OASIS (Remastered Edition 2022)」                                                                          | HYDE | HYDE       | Ian Curnow, Dave Ford | 4:36 |
| 5.                   | 「A DROP OF COLOUR (Remastered Edition 2022)」                                                               | HYDE | HYDE       | Ian Curnow, Dave Ford | 4:33 |
| 6.                   | 「SHALLOW SLEEP (Remastered Edition 2022)」                                                                  | HYDE | HYDE       | Ian Curnow, Dave Ford | 4:49 |
| 7.                   | 「NEW DAYS DAWN (Remastered Edition 2022)」                                                                  | HYDE | HYDE       | Ian Curnow, Dave Ford | 5:08 |
| 8.                   | 「ANGEL'S TALE (Remastered Edition 2022)」                                                                   | HYDE | HYDE       | Ian Curnow, Dave Ford | 4:59 |
| 9.                   | 「THE CAPE OF STORMS (Remastered Edition 2022)」                                                             | HYDE | HYDE       | Ian Curnow, Dave Ford | 5:42 |
| 10.                  | 「SECRET LETTERS (Remastered Edition 2022)」                                                                 | HYDE | HYDE       | Ian Curnow, Dave Ford | 4:39 |
| 11.                  | 「EVERGREEN (japanese ensemble) [Remastered Edition 2022]」(1stSg.表題曲「evergreen」のリアレンジ版)         | HYDE | HYDE       | Ian Curnow, Dave Ford | 5:17 |
| 12.                  | 「ANGEL'S TALE (japanese ensemble) [Remastered Edition 2022]」(2ndSg.表題曲「Angel's tale」のリアレンジ版)   | HYDE | HYDE       | Ian Curnow, Dave Ford | 5:25 |
| 13.                  | 「SHALLOW SLEEP (japanese ensemble) [Remastered Edition 2022]」(3rdSg.表題曲「SHALLOW SLEEP」のリアレンジ版) | HYDE | HYDE       | Ian Curnow, Dave Ford | 4:32 |

### ROENTGEN.english Remastered Edition
（※）2022年1月29日に発売された『ROENTGEN.english』のリマスタリング版
（※）フィジカルは、コンプリートボックス『HYDE COMPLETE BOX 2001-2003』にBlu-spec CD2で収録
| 全作詞・作曲: HYDE。 | |      |            |                       |      |
| #                    | タイトル | 作詞 | 作曲・編曲 | 編曲                  | 時間 |
| 1.                   | 「UNEXPECTED (Remastered Edition 2022)」                                                                    | HYDE | HYDE       | Ian Curnow, Dave Ford | 3:49 |
| 2.                   | 「WHITE SONG (Remastered Edition 2022)」                                                                    | HYDE | HYDE       | Ian Curnow, Dave Ford | 5:15 |
| 3.                   | 「EVERGREEN (Remastered Edition 2022)」                                                                     | HYDE | HYDE       | Ian Curnow, Dave Ford | 4:58 |
| 4.                   | 「OASIS (Remastered Edition 2022)」                                                                         | HYDE | HYDE       | Ian Curnow, Dave Ford | 4:36 |
| 5.                   | 「A DROP OF COLOUR (Remastered Edition 2022)」                                                              | HYDE | HYDE       | Ian Curnow, Dave Ford | 4:33 |
| 6.                   | 「SHALLOW SLEEP (Remastered Edition 2022)」                                                                 | HYDE | HYDE       | Ian Curnow, Dave Ford | 4:49 |
| 7.                   | 「NEW DAYS DAWN (Remastered Edition 2022)」                                                                 | HYDE | HYDE       | Ian Curnow, Dave Ford | 5:09 |
| 8.                   | 「ANGEL'S TALE (Remastered Edition 2022)」                                                                  | HYDE | HYDE       | Ian Curnow, Dave Ford | 4:59 |
| 9.                   | 「THE CAPE OF STORMS (Remastered Edition 2022)」                                                            | HYDE | HYDE       | Ian Curnow, Dave Ford | 5:42 |
| 10.                  | 「SECRET LETTERS (Remastered Edition 2022)」                                                                | HYDE | HYDE       | Ian Curnow, Dave Ford | 4:42 |
| 11.                  | 「EVERGREEN (english ensemble) [Remastered Edition 2022]」(1stSg.表題曲「evergreen」のリアレンジ版)         | HYDE | HYDE       | Ian Curnow, Dave Ford | 5:17 |
| 12.                  | 「ANGEL'S TALE (english ensemble) [Remastered Edition 2022]」(2ndSg.表題曲「Angel's tale」のリアレンジ版)   | HYDE | HYDE       | Ian Curnow, Dave Ford | 5:25 |
| 13.                  | 「SHALLOW SLEEP (english ensemble) [Remastered Edition 2022]」(3rdSg.表題曲「SHALLOW SLEEP」のリアレンジ版) | HYDE | HYDE       | Ian Curnow, Dave Ford | 4:32 |

## 楽曲解説
- 全作詞・作曲：HYDE / 編曲：Ian Curnow, Dave Ford

1. UNEXPECTED
深いリバーブが掛かった、ミニマルな現代音楽的アプローチを感じ取れる楽曲[16]。この曲のイメージは「1曲目にあるべきもの[22]」として、アルバム制作の早い時期からHYDEの中に漠然とあったという[22]。HYDEはこの曲を1曲目に置いた経緯について「（アルバム）全体のイントロ的な役割で、気がついたらもう2曲目が始まっていた…みたいな感じ。そういう導入部分、昔からやってみかったんです[7]」と述べている。
HYDEは本作発売当時受けたインタビューの中で、この曲の制作イメージについて「ずっと同じフレーズを繰り返して、それでいてコード進行して盛り上がったらそのまま終わっちゃう…というカタチは、去年（=2001年）思いついて。これはいいなと思って、実際にやってみたら結構うまくできました[7]」「サビが何回も来ない。ずっと繰り返してる。それでいてコード展開していく感じですね[22]」と述べている。ちなみに、この曲で鳴っている鈴の音は、ガンターと呼ばれるチベット仏教の楽器によるものとなっている。
この曲のレコーディングには、デヴィッド・シルヴィアンのアルバム『ブリリアント・トゥリーズ』の制作に携わっていたフィル・パーマーがギターで参加している。なお、フィル・パーマーは『ROENTGEN』の収録曲のうち、「EVERGREEN」と「A DROP OF COLOUR」以外の8曲でギターを担当している。
ちなみに、この曲にはロックサウンドでリアレンジ・リレコーディングしたバージョンが存在する。このバンドアレンジバージョンは、「UNEXPECTED [DIST.] 」と題し、2006年発表の7thソロシングル「SEASON'S CALL」にカップリング曲として収録されている。なお、このバンドアレンジバージョンの制作には、K.A.Z（Oblivion Dust）が参加している。
2. WHITE SONG
ストリングスと低音のボーカル、そしてスパニッシュ・ギターの音色が絡み合う楽曲[7][19]。HYDE曰く、この曲はアルバムを制作するにあたって一つの指針になった楽曲だという[19]。HYDEはこの曲について「アルバムをつくる、最初の具体的なアイディアがこの曲だった。アルバムをつくることが現実化したときに、この曲がずっと頭の中で鳴っていたから[19]」と述べている。なお、HYDE曰く、本作発売の約2年前に雪を見るため、ギターを持って山奥に出かけたときに曲の着想を得たという[7]。
このようにアルバム制作の初期段階から原型が存在していたが、完成までに時間を要したようで、HYDEは「自分が本当に気に入るまでは時間がかかって。感覚だけはあったんだけど、具体的にメロディーとか、自分が納得いくところがなかなか出なかった。意地でも完成させてやるみたいな感じでしたね[19]」と述懐している。ちなみにHYDE曰く、この曲はサビだけでも20パターンほど考えていたという[22]。
また、HYDEは「一応ギターは入ってるんだけど、ストリングスと歌だけがずーっと前面に出ている曲[7]」「冬に、白い息吐きながら歌ってる感じ[7]」をイメージしていたと当時語っている。なお、この曲に採り入れられたマンドリンは、ジャズ・ギタリストのジョン・パリチェッリが弾いている。
歌詞は曲の構想が生まれた経緯も踏まえ、HYDEが好きな季節である"冬"や、"雪景色"を舞台としたものになっている。HYDEは作詞作業を振り返り「冬って僕、あたたかいイメージがすごくあって。冬だからこそあったかいっていうのが。精神的なもんだけど。冬って寒いけど、冬だからこそみんな集まって、なんか、あたたかいことをしようとする意志がすごくあったかいっていうか。なんかそういう、普段気づかないような。普段気づかない人はそこで寒い寒いと思っちゃうけど、実はそれが人の生活をあたたかくしてる ――っていうようなことを言いたかったの、音楽で[23]」と述べている。
3. EVERGREEN
2001年10月に1stシングルの表題曲として発表された楽曲。
管楽器やストリングス、ピアノを導入した荘厳なアコースティック・ナンバー[24]。L'Arc〜en〜Cielが1990年代にリリースしたヒットソングでみせてきたヴォーカリゼーションと異なり、低いトーンとウィスパーボイスを多用したアプローチをとっており[24]、この曲は今回のアルバムで志向した歌唱法を表す1曲になっている。
HYDEは本作発売当時に受けたインタビューの中で、この曲の制作を振り返り「レコーディングはここから始まったし、実質的な始まりですよね。アルバムの始まりではないんだけれど、このすべての、一連の作業の始まりの曲でした[22]」と述懐している。なお、この曲のギターは、フリーダやテレンス・トレント・ダービーのアルバム制作に参加していたピート・グレニスターが担当している。
この曲の歌詞には、"死"をテーマにしたリリックがのせられている[24]。なお、HYDE曰く、この曲の制作途中に友人が癌で亡くなったことが作詞作業に影響したといい[25]、「魂やその人を思う気持ちは"永遠"[25]」という考えでこのタイトルを付けている。
この曲のミュージック・ビデオは、鳥籠の中でアコースティック・ギターを携えて歌うHYDEを中心に、ワンカットで撮影されている[20]。当初HYDEは「一発録りなら5分で終わる」と思っていたというが[20]、ズームのみの調整でカメラを止めず終始撮影しているため、途中で歌詞やコードなどを間違えると最初から撮り直すことになってしまい、「全然ラクじゃなかった[20]」と撮影後に述懐している。なお、映像は終盤で引き画になっていき、実は鳥籠の扉が開いていたことががわかり、「逃げようと思えば逃げられる状態[20]」に居たことを気付かせる仕掛けになっている。ちなみに、このミュージック・ビデオでHYDEが弾いているギターは「Gibson Style-O」である。
なお、2002年4月7日にNHK総合テレビで放送された特別番組『ミッドナイトチャンネル - HYDEアンプラグド』において、同年3月19日に収録したグローリアチャペル品川教会の礼拝堂でのコンサートの模様が流されており、この曲を少人数のスタイルで披露している映像も使われている。ちなみに放送された演奏にはHYDEの他、富樫春生（ピアノ）と徳澤青弦（チェロ）が参加している。
なお、この曲が収録されたシングルのカップリングには、リアレンジバージョンとなる「EVERGREEN (english ensemble)」が収録されている。このリアレンジバージョンは、豊かなストリングスで幕を開けるシンプルかつ静謐なアレンジが施されている[26]。なお、このリアレンジバージョンは、2002年7月に日本以外のアジア各国で発売されたアルバム『ROENTGEN english version』や、2004年10月に日本で発売されたアルバム『ROENTGEN.english』、そして2022年1月に発売されたコンプリートボックス『HYDE COMPLETE BOX 2001-2003』に収録されている。余談だが、『HYDE COMPLETE BOX 2001-2003』にはこのリアレンジ版の日本語詞版「EVERGREEN (japanese ensemble)」が初収録されている。
さらに、この曲にはロックサウンドでリアレンジ・リレコーディングしたバージョンが存在する。このバンドアレンジバージョンは、「EVERGREEN [DIST.] 」と題し、2005年発表の6thソロシングル「COUNTDOWN」にカップリング曲として収録されている。なお、このバンドアレンジバージョンの制作には、K.A.Z（Oblivion Dust）が参加している。
4. OASIS
深く曇った声が印象的な、冷たい熱が放出されたような楽曲[22]。HYDEはこの曲をアルバムの中盤に配置した理由について「あんまり感情的にならない曲で、ここらでちょっとひと休み…みたいな感じも出ればいいなと思った[7]」と述べている。
この曲はHYDE曰く、「なんか1曲、アメリカンな感じの曲が欲しいと思ってつくった曲[22]」だという。また、HYDEはこの曲のイメージについて「レッド・ツェッペリンとかドアーズとかを、僕なりにイメージして。あと風景としては、歌詞にも出てくるけど砂漠とか[7]」「頭の中ではずっとアメリカの砂漠を車で走ってるイメージでつくりました[22]」と述べている。
歌詞は曲のイメージを踏まえ、砂漠が舞台に設定されており[7]、＜This desert road's forever winding＞の一節から始まる。なお、歌詞には＜蛇＞が出てくるが、これは映画『ナチュラル・ボーン・キラーズ』に登場する蛇をイメージしたという。 
この曲にはロックサウンドでリアレンジしたバージョンが存在する。このバンドアレンジバージョンは、2004年にソロ名義で開催したライヴツアー「2004 FIRST TOUR 666」で演奏されているが、音源リリースはされていない。
5. A DROP OF COLOUR
音数の少ないシンプルなジャズテイストの楽曲。この曲の原型は、HYDE曰く、楽曲提供先の映画『化粧師 KEWAISHI』の映像を観た後にたまたま作られたという[22]。HYDEはデモ制作を振り返り「"あ、これバッチリじゃないかな"と。こういう感じの曲が来ればカッコイイな、この映画に、とは思いました[22]」と述べている。なお、HYDE曰く、この曲の歌詞は同映画の台本を読んだうえで、ヒロインの気持ちをイメージし綴ったという[25]。
HYDEはこの曲のレコーディングについて「ほかの曲はかなりアレンジを重ねたんだけど、これは結構スムーズでしたね。元から頭の中に完成形があったのかな、なんだか作りやすかったですね。あんまり音を入れないってことを、いちばん意識した曲ですね[7]」と述懐している。
また、HYDEはこの曲が使用された映画に触れながら「ジャパンなんかの、ヨーロッパ流の日本っぽさの影響があるのかもしれない。作るときも特に考えてなかったし、自分ではわからないんだけど。映画『化粧師 KEWAISHI』のイメージ・ソングだということも、無意識の意識であったのかな。結果的にそういう"和"の色合いが出た曲になりましたね[7]」と語っている。ちなみに、間奏部分の印象的なトランペットのパートは、映画『007』シリーズのサウンドトラックにも参加したことのあるトランペット奏者、デレク・ワトキンスが担当している。
なお、アルバム発売当時に、この曲を教会で演奏しているコンサートの模様が放送されている。ちなみに放送された演奏にはHYDEの他、富樫春生（ピアノ）と徳澤青弦（チェロ）、そして3名のヴァイオリニストが参加している。
6. SHALLOW SLEEP
2002年2月に3rdシングルの表題曲として発表された楽曲。
幻想的な世界観の中に内包されていた熱気の側面を覗かせるミディアムナンバー[27]。HYDEはこの曲を6曲目に配置した理由について「（アルバム）全体の中で、この辺りに明るい曲が欲しかったんですよ。次にヘビーな曲がくることはわかってたし[7]」と述べている。
この曲はアルバムに欠けていた最後のピースを埋めるために制作されており[28]、ある種のポップ感が前面に出た楽曲に仕上げられている[28]。HYDEは本作発売時に受けたインタビューの中で、この曲を制作を振り返り「最初のイメージは、もっと淡々とした曲だったんだけど。ついついハデになっちゃった（笑）。もっとも計算外の曲かもしれない[7]」と述べている。
この曲のタイトルは、歌詞のテーマが「夢」であることを踏まえ、人間が夢を見るタイミングとされている"浅い眠り（レム睡眠）"から取られている。ちなみにこの曲の歌詞は、夢の中で別れた人と出会う物語になっている[25]。なお、ミュージック・ビデオでも夢の中の世界が舞台になっている。HYDEはこの曲のミュージック・ビデオの印象について「夢と現実がごちゃごちゃになったような感じの映像[20]」と語っている。
なお、2002年4月7日にNHK総合テレビで放送された特別番組『ミッドナイトチャンネル - HYDEアンプラグド』において、同年3月19日に収録したグローリアチャペル品川教会の礼拝堂でのコンサートの模様が流されており、この曲を少人数のスタイルで披露している映像も使われている。ちなみに放送された演奏にはHYDEの他、富樫春生（ピアノ）と徳澤青弦（チェロ）が参加している。
なお、この曲が収録されたシングルのカップリングには、リアレンジバージョンとなる「SHALLOW SLEEP (english ensemble)」が収録されている。このリアレンジバージョンは、ピアノをベースに、バックで鳴るオーケストラによる音色が印象的なアレンジになっている。なお、このリアレンジバージョンは、2002年7月に日本以外のアジア各国で発売されたアルバム『ROENTGEN english version』や、2004年10月に日本で発売されたアルバム『ROENTGEN.english』、そして2022年1月に発売されたコンプリートボックス『HYDE COMPLETE BOX 2001-2003』に収録されている。余談だが、『HYDE COMPLETE BOX 2001-2003』にはこのリアレンジ版の日本語詞版「SHALLOW SLEEP (japanese ensemble)」が初収録されている。
7. NEW DAYS DAWN
ヘヴィなギターリフのようなチェロのサウンドが印象的な、ホラームービーの劇伴をイメージして制作された楽曲[29]。HYDEはこの曲のアルバムの立ち位置について「いちばんディープな部分を支えてる感じ。そういうのはどこかに1曲欲しいなと思っていたので[22]」と述べている。
この曲は、HYDEの「デスメタルをオーケストラでやったらどうなるだろう？[7]」という考えがきっかけとなり、実験的な試みから生まれている[7]。なお、HYDEは制作するにあたり、「チェロの音を3本くらい重ねて分厚くしよう[7]」と当初考えていたというが、共同編曲者がこの曲を気に入り、どんどん壮大なアレンジになっていったという[7]。
HYDEはこの曲の制作イメージと出来栄えについて「遊び心っつうか。普通にディストーション・ギターでやってる曲はたくさんあるから、チェロをディストーションの代わりに使ってみたらどうなるかなという"遊び"です。これは自分でも、出来上がるまでどうなるかわかんなかった。面白かったですね[7]」と語っている。また、この曲のロンドンレコーディングを振り返り、HYDEは「デモ段階では、コンピュータでチェロのリフを作りながら"こんな速いフレーズ、弾けるのかなぁ"って思ってたんだけど。さすが、全然大丈夫でしたね[7]」と述べている。
なお、HYDEはこの曲を含む終盤に配置した楽曲の印象について「このヘビーな曲の前後に穏やかな曲があって…という終盤4曲の組み合わせは、絶対に変えたくなかった。すごく気に入ってます[7]」と語っている。
この曲のタイトルは「新しい日々の夜明け」を意味しており一見ポジティブな印象を抱かせるワードが付けられているが、HYDE曰く「皮肉を込めている」という[22]。なお、歌詞には＜Rooted deep in history A clever web of lies（歴史に深く根ざした 巧妙な嘘八百）＞や、＜New days dawn - let's start the game（新しい日々の夜明け - "ゲームを始めよう"）＞、＜The die is cast No going back now（賽は投げられた もう後戻りはできない）＞といったフレーズが登場する。
8. ANGEL'S TALE
2001年12月に2ndシングルの表題曲として発表された楽曲。
冷気漂うなかに立つ蜃気楼の佇まいを持つ[27]、スロウなクリスマスソング。HYDE曰く、この曲のコンセプトは「僕が、クリスマスに聴きたい曲[30]」だという。HYDEはシングル発売当時に出演したラジオ番組の中で、この曲について「華やかな感じではなく、教会に流れるようなしんみりしたクリスマスソングを作ってみたかった」とコメントしていたことがある。また、HYDEは本作発売時に受けたインタビューの中で、この曲の制作を振り返り「（アルバム）全体のどっかに宗教っぽい曲が欲しいなと思ってたんで、それがこの曲になりました。パイプ・オルガンっぽいコード進行とかも意識しました[7]」と語っている。
さらにこの曲では、印象的なアコースティック・ギターのアルペジオに加え[27]、HYDEの低熱のヴォーカルを聴くことができる[27]。HYDEはこの曲の歌録りを振り返り「自分の好きなものがすごく入ってて、ものすごく素直な感じで歌っていますね[7]」と述べている。余談だが、HYDEはこの曲の出来栄えについて「微妙な感覚なんですが、暗い曲ともとれるだろうし[30]」「すごくアンダーグラウンドな曲だと思う。そういう意味で、ロックだと思う[30]」と当時述べている。
HYDEはこの曲の歌詞を書く際に、映画『シザーハンズ』をイメージしていたという[11]。HYDEは作詞作業を振り返り「（映画『シザーハンズ』の）最後のほうで、ジョニー・デップ（が演じるエドワード・シザーハンズ）が氷の像を削り出して雪みたいになるとこ…ああいうところを想像しました[11]」と語っている。
この曲のミュージック・ビデオには、HYDEが楽曲に対し抱いた「教会に流れるようなクリスマスソング」というイメージを踏まえ、教会の屋根をイメージした舞台で歌うシーンが挿入されている。HYDEはこの曲のミュージック・ビデオの撮影を振り返り「淡々と屋根の上で歌っている場面がいいなと思って。この曲にある宗教的なイメージから、映像でも教会の屋根の十字架が出てきます。"キレイに夜が明ければいいなぁ"と思っていたんですけど、ラストの空の色がすごくキレイですね[20]」と語っている。
なお、2002年4月7日にNHK総合テレビで放送された特別番組『ミッドナイトチャンネル - HYDEアンプラグド』において、同年3月19日に収録したグローリアチャペル品川教会の礼拝堂でのコンサートの模様が流されており、この曲を少人数のスタイルで披露している映像も使われている。ちなみに放送された演奏にはHYDEの他、富樫春生（ピアノ）と徳澤青弦（チェロ）が参加している。
なお、この曲が収録されたシングルのカップリングには、リアレンジバージョンとなる「ANGEL'S TALE (english ensemble)」が収録されている。このリアレンジバージョンは、アコースティック・ギターの音色が入った原曲に対し、ピアノなどの鍵盤やコントラバス、ドラムの演奏による、ジャズ的なアプローチでアレンジされている。なお、このリアレンジバージョンは、2002年7月に日本以外のアジア各国で発売されたアルバム『ROENTGEN english version』や、2004年10月に日本で発売されたアルバム『ROENTGEN.english』、そして2022年1月に発売されたコンプリートボックス『HYDE COMPLETE BOX 2001-2003』に収録されている。余談だが、『HYDE COMPLETE BOX 2001-2003』にはこのリアレンジ版の日本語詞版「ANGEL'S TALE (japanese ensemble)」が初収録されている。
9. THE CAPE OF STORMS
ストリングスを軸に、シンセサイザーやアコースティック・ギターなどのサウンドが展開していくバラードナンバー[27]で、本作の中でも特に壮大な楽曲として仕上げられている。HYDEはこの曲の制作を振り返り「アルバムのその流れで、いちばん派手に、壮大にしようと思った曲ですね。アルバム全体で1曲と考えたときに、中盤より後半でいちばんでかくしたいなという、そういう流れです[22]」「9曲目でないとダメな曲ですね。1曲目とかと同じような感じで、最初から曲の位置をイメージして作った曲です[7]」と述べている。
また、HYDEは本作発売当時のインタビューの中で、この曲のイメージについて「映画音楽とか、映像的な要素も強い[7]」と述べている。こういったHYDEの印象もあってか、本作に収録されたシングル表題曲以外の楽曲において、この曲は次曲「SECRET LETTERS」とともにミュージック・ビデオが制作されることとなった。なお、その映像は2004年に発売された全英語詞版のアルバム『ROENTGEN.english』の初回生産限定盤に付属するDVDに初収録されている。また、この曲は2004年に、HYDEが出演した映画『下弦の月〜ラスト・クォーター』の主題歌に使用されている。
10. SECRET LETTERS
物悲しい歌メロとアコーディオンが異国の街角を想起させるアルバムのラストを飾るナンバー[16]。アルバムの最後にこの曲をおいた経緯について、HYDEは「作ったときは意識していなかったけど、すごく最後にピッタリの曲[7]」「必然的にそこ（最後）にいっちゃった[22]」と述べている。
また、HYDEはこの曲の印象について「ヨーロッパ・ポップス風の雰囲気があるのかな。フランスなのか、イギリスなのか、自分でもよくわかんないだけど。作り出したらスパニッシュの要素も入ってきたりして、ちょっと無国籍な感じ[7]」と述べている。なお、この曲で鳴っているアコーディオンは、エディー・ヘッションの演奏によるものとなっている。
HYDEは本作発売当時に受けたインタビューの中で、この曲の歌詞について「あるモチーフがあるんですけど、それを僕なりの感情で書いています[22]」と述べている。なお、モチーフにした作品はアンネ・フランクが記した『アンネの日記』であり[16]、リリックの随所にそれを彷彿とさせるフレーズが登場している。
本作に収録されたシングル表題曲以外の楽曲において、この曲は前曲「THE CAPE OF STORMS」とともにミュージック・ビデオが制作されている。なお、その映像は2004年に発売されたミュージック・クリップ集『ROENTGEN STORIES』に初収録されている。

## 特典映像

### ROENTGEN.english

#### 初回生産限定盤特典DVD
1. THE CAPE OF STORMS (Music Clip)
ディレクター：二階健
2. THE CAPE OF STORMS -Last Quarter Mix- (Audio Only)

### HYDE COMPLETE BOX 2001-2003

#### Blu-ray 1: 『ROENTGEN STORIES』
2004年11月3日に発売されたミュージック・クリップ集『ROENTGEN STORIES』のBlu-ray版（作品の詳細は「『ROENTGEN STORIES』の頁を参照）
ボーナストラックとして、アルバム『ROENTGEN.english』の初回盤付属DVDに収められていた「THE CAPE OF STORMS」のミュージック・ビデオが収録されている
1. EVERGREEN (Music Clip)
ディレクター：竹内スグル
2. ANGEL'S TALE (Music Clip)
ディレクター：竹内スグル
3. SHALLOW SLEEP (Music Clip)
ディレクター：二階健
4. SECRET LETTERS (Music Clip)
ディレクター：二階健
- BONUS -
5. THE CAPE OF STORMS (Music Clip)
ディレクター：二階健

#### Blu-ray 2: 『2001 LONDON RECORDING MOVIE』
2001年にイギリス・ロンドンで行われたアルバムレコーディングの模様を追った未公開映像を収めたドキュメンタリー作品

## クレジット
| ROENTGEN - Produced, All songs & Words：HYDE - Acoustic & E.Guitar：Phil Palmer (Tr.1,2,4,6,7,8,9&10) - Double Bass：Chris Laurence (Tr.1,3,5,6&10) - Piano, Organ：Dave Arch (Tr.2,3,4,5,7&9) - Drums：Ian Thomas (Tr.2,3,5,6&10) - Orchestral Arrangement：Pip Williams (Tr.1,2,5,6,7,8&9) - Orchestral Conducter：James Shearman - Strings Section Leader：Gavyn Wright - Trumpet：Derek Watkins (Tr.1,5,&7) - Solo Violin：Sonia Slany (Tr.6&9) - Accordion：Eddie Hession (Tr.9&10) - Solo Cello：Tony Pleeth (Tr.6) - Harp：Skaila Kanga (Tr.3) - Tenor Saxophone：Phill Todd (Tr.3) - Mandolin：John Parricelli (Tr.2&10) - Percussion：Luis Jardin (Tr.3) - Acoustic & E.Guitar：Peter Glenister (Tr.3) [Produce & Mastering] - Co-produced, Arranged, Programming, Keyboards & Mixed：Ian Curnow & Dave Ford (for Start Up Music LTD.) - Recording Engineers：Steve Orchard (AIR STUDIOS), Andy Strange (AIR STUDIOS) - Mastering Engineer：Kevin Metcalfe (the Soundmasters) - English Translation：Lynne Hobday - Pre-Production：斎藤仁 (Palms ENTERTAINMENT) - Musicians Coordination：Isabel Griffiths LTD. - Recording Coordination：Yasuhiro Myochin (Start Up Music LTD.) [Artwork etc] - Art direction & Design：Yoshitada Hirai (Thezi) - Executive A&R：Akihiko Shimizu (HAUNTED RECORDS) - A&R：Hideki Kokumai (HAUNTED RECORDS) - Creative Director：中山道彦 (Ki/oon Records) - Chief Promoter：Soh Fukuda (Ki/oon Records) - Executive Producer：Tatsuo Adachi (Ki/oon Records) - Total Artist Management：Toshimitsu Takahashi (THEO) | ROENTGEN.english - Produced, All songs & Words：HYDE - Acoustic & E.Guitar：Phil Palmer (Tr.1,2,4,6,7,8,9&10) - Double Bass：Chris Laurence (Tr.1,3,5,6,10,11,12&13) - Piano, Organ：Dave Arch (Tr.2,3,4,5,7,9,11,12&13) - Drums：Ian Thomas (Tr.2,3,5,6,10&12) - Orchestral Arrangement：Pip Williams (Tr.1,2,5,6,7,8,9,11&13) - Orchestral Conducter：James Shearman - Strings Section Leader：Gavyn Wright - Trumpet：Derek Watkins (Tr.1,5,&7) - Solo Violin：Sonia Slany (Tr.6&9) - Accordion：Eddie Hession (Tr.9&10) - Solo Cello：Tony Pleeth (Tr.6&13) - Harp：Skaila Kanga (Tr.3) - Tenor Saxophone：Phill Todd (Tr.3) - Mandolin：John Parricelli (Tr.2&10) - Percussion：Luis Jardin (Tr.3) - Acoustic & E.Guitar：Peter Glenister (Tr.3) [Produce & Mastering] - Co-produced, Arranged, Programming, Keyboards & Mixed：Ian Curnow & Dave Ford (for Start Up Music LTD.) - Recording Engineers：Steve Orchard (AIR STUDIOS), Andy Strange (AIR STUDIOS) - Mastering Engineer：Kevin Metcalfe (the Soundmasters, Tr.1～10&13), Tim Young (METROPOLIS Studio, Tr.11), Chris Blair (Abbey Road Studios, Tr.12) - English Translation：Lynne Hobday - Pre-Production：斎藤仁 (Palms ENTERTAINMENT) - Musicians Coordination：Isabel Griffiths LTD. - Recording Coordination：Yasuhiro Myochin (Start Up Music LTD.) - Director：Hideki Kokumai (HAUNTED RECORDS) - A&R：Soh Fukuda (Ki/oon Records) - Executive A&R：Akihiko Shimizu (HAUNTED RECORDS) [Artwork etc] - Design：HYDE, Tsuyoshi Sakamoto (Thezi) - Product Coordination：Naho Ushiki (Sony Music Communications) - Artist Management：福島清志 (THEO), Atsushi Fujiwara (THEO) - A&R Producer：中山千恵子 (Sony Music Communications) - Director：Hideki Kokumai (Ki/oon Records) - A&R：Yoshihiro Hagihara (Ki/oon Records) - Artist Promotion：Chisako Iizuka (Ki/oon Records) - Executive Producer：中山道彦 (Ki/oon Records) |

HYDE COMPLETE BOX 2001-2003
| ROENTGEN Remastered Edition - Produced, All songs & Words：HYDE - Acoustic & E.Guitar：Phil Palmer (Tr.1,2,4,6,7,8,9&10) - Double Bass：Chris Laurence (Tr.1,3,5,6,10,11,12&13) - Piano, Organ：Dave Arch (Tr.2,3,4,5,7,9,11,12&13) - Drums：Ian Thomas (Tr.2,3,5,6,10&12) - Orchestral Arrangement：Pip Williams (Tr.1,2,5,6,7,8,9,11&13) - Orchestral Conducter：James Shearman - Strings Section Leader：Gavyn Wright - Trumpet：Derek Watkins (Tr.1,5,&7) - Solo Violin：Sonia Slany (Tr.6&9) - Accordion：Eddie Hession (Tr.9&10) - Solo Cello：Tony Pleeth (Tr.6&13) - Harp：Skaila Kanga (Tr.3) - Tenor Saxophone：Phill Todd (Tr.3) - Mandolin：John Parricelli (Tr.2&10) - Percussion：Luis Jardin (Tr.3) - Acoustic & E.Guitar：Peter Glenister (Tr.3) [Produce & Mastering] - Co-produced, Arranged, Programming, Keyboards & Mixed：Ian Curnow & Dave Ford (for Start Up Music LTD.) - Recording Engineers：Steve Orchard (AIR STUDIOS), Andy Strange (AIR STUDIOS) - Remastering Engineer：Stuart Hawkes (Metropolis Mastering) - English Translation：Lynne Hobday - Pre-Production：斎藤仁 (Palms ENTERTAINMENT) - Musicians Coordination：Isabel Griffiths LTD. - Recording Coordination：Yasuhiro Myochin (Start Up Music LTD.) - Executive A&R：Akihiko Shimizu (HAUNTED RECORDS) - A&R：Hideki Kokumai (HAUNTED RECORDS) - Creative Director：中山道彦 (Ki/oon Records) - Chief Promoter：Soh Fukuda (Ki/oon Records) - Executive Producer：Tatsuo Adachi (Ki/oon Records) | ROENTGEN.english Remastered Edition - Remastering Engineer：Stuart Hawkes (Metropolis Mastering) (※) 上記以外はアルバム『ROENTGEN.english』のクレジットと同様 ROENTGEN STORIES - All Songs & Works：HYDE - EVERGREEN - Director：竹内スグル - ANGEL'S TALE - Director：竹内スグル - SHALLOW SLEEP - Director：二階健 - SECRET LETTERS - Director：二階健 - THE CAPE OF STORMS (Bonus) - Director：二階健 2001 LONDON RECORDING MOVIE - Producer：Takao An (MAZRI Inc.) - Editor：Tasuku Matsunaga (MAZRI Inc.) - MA mixer：Naoki Takeda (maruni studio) [HYDE COMPLETE BOX 2001-2003] - Artist Management：福島清志, Takaharu Kon, Yuki Yoshida (VAMPROSE) - A&R：Shunsuke Mochizuki (Ki/oon Music) - Art Direction & Design：Takashi Kishino (Sony Music Solutions Inc.) - Product Coordination：Yuichiro Okuchi, Naoko Matsuura, Hitomi Sakabe (Sony Music Solutions Inc.) - Sales Promotion：Hayato Nakabayashi, Jumpei Hayashi (Sony Music Marketing United Inc.) - Media Promotion：Sony Music Marketing United Inc. - Label Desk：Ayano Kobayashi (Ki/oon Music) - Label Staff：Yosuke Hasegawa, Junichi Maekawa, Milk Kawasaki (Ki/oon Music) - Executive Producer：Manabu Tsujino, Yoshichika Matsumoto (Sony Music Labels Inc.) |

## タイアップ
| 年     | 楽曲               | タイアップ                                                     |
| ------ | ------------------ | -------------------------------------------------------------- |
| 2001年 | evergreen          | 「ユニクロ」CMソング（本人出演）                               |
| 2002年 | SHALLOW SLEEP      | 日本テレビ系番組『スーパーテレビ情報最前線』エンディングテーマ |
| 2002年 | A DROP OF COLOUR   | 松竹配給映画『化粧師 KEWAISHI』イメージソング                  |
| 2004年 | THE CAPE OF STORMS | 松竹配給映画『下弦の月〜ラスト・クォーター』主題歌             |